# Femme jouant de la guitare (Vouet)
Pour les articles homonymes, voir Femme jouant de la guitare.
Femme jouant de la guitare est une peinture à l'huile sur toile du peintre français Simon Vouet, réalisée vers 1618. Le tableau représente une femme jouant de la guitare perdue dans sa rêverie. L'œuvre fait partie de la collection du Metropolitan Museum of Art de New York qui l'a acquise en 2017.

## Description
Femme jouant de la guitare représente une femme vêtue de tissus satinés jouant de la guitare, un sujet courant dans l'art européen du XVIIe siècle. La femme est vue regardant dans l'espace et est décrite par le Met comme étant « perdue dans la rêverie ». Des sources ont également commenté la robe somptueuse du sujet,.
L'œuvre a été peinte par Simon Vouet lorsqu'il vivait à Rome. Le peintre montre ici son intérêt pour l’œuvre du Caravage avec son éclairage dramatique et son engagement psychologique avec le spectateur. La toile a été réalisée pour un collectionneur privé et le Metropolitan Museum of Art suppose que l'œuvre a peut-être fait partie de la collection du Palazzo Patrizi.